# Rosendale (Missouri)
Rosendale és una població dels Estats Units a l'estat de Missouri. Segons el cens del 2000 tenia 180 habitants.

## Demografia
Segons el cens del 2000, Rosendale tenia 180 habitants, 69 habitatges, i 50 famílies. La densitat de població era de 224,2 habitants per km².
Dels 69 habitatges en un 37,7% hi vivien nens de menys de 18 anys, en un 52,2% hi vivien parelles casades, en un 15,9% dones solteres, i en un 27,5% no eren unitats familiars. En el 18,8% dels habitatges hi vivien persones soles el 5,8% de les quals corresponia a persones de 65 anys o més que vivien soles. El nombre mitjà de persones vivint en cada habitatge era de 2,61 i el nombre mitjà de persones que vivien en cada família era de 3,06.
Per edats la població es repartia de la següent manera: un 30% tenia menys de 18 anys, un 9,4% entre 18 i 24, un 30,6% entre 25 i 44, un 18,3% de 45 a 60 i un 11,7% 65 anys o més.
L'edat mediana era de 31 anys. Per cada 100 dones de 18 o més anys hi havia 103,2 homes.
La renda mediana per habitatge era de 26.731 $ i la renda mediana per família de 30.313 $. Els homes tenien una renda mediana de 25.179 $ mentre que les dones 18.750 $. La renda per capita de la població era de 12.847 $. Entorn del 10,2% de les famílies i l'11,9% de la població estaven per davall del llindar de pobresa.

## Poblacions més properes
El següent diagrama mostra les poblacions més properes.